# Alfeu de Alcântara Monteiro
Alfeu de Alcântara Monteiro (Itaqui, 31 de março de 1922 – Canoas, 4 de abril de 1964) foi um militar brasileiro, aviador e  Tenente-Coronel da Força Aérea Brasileira. No dia 27 de março de 2019, a Justiça brasileira acolheu ação civil pública do Ministério Público Federal e reconheceu Alfeu como sendo a primeira pessoa morta pela ditadura militar, que se seguiu ao golpe de 1964.

## Biografia
Natural de Itaqui, Alfeu de Alcântara Monteiro ingressou na Escola Militar do Realengo, no Rio de Janeiro, em 1941, transferindo-se em 1942 para a Escola da Aeronáutica, de onde saiu como aspirante no final daquele ano. Serviu nas bases de Fortaleza, São Paulo, Rio de Janeiro, Natal e Canoas. Em 1946 foi promovido a 1º tenente-aviador e fez o curso de Estado-Maior da Aeronáutica em 1958.
O militar, quando capitão-aviador, foi um dos primeiros instrutores para os bombardeiros B-25, recém chegados ao país (1947 – 1950) e em operação na Base Aérea de Natal.
Alfeu Monteiro, desde 1961, ainda como Tenente-Coronel, compunha o efetivo do Quartel General da 5ª Zona Aérea, da FAB, situada em Canoas, no Rio Grande do Sul, quando da Campanha da Legalidade que assegurou a posse do presidente eleito João Goulart, contestada, na ocasião, pelos ministros militares. Liderando oficiais e sargentos, impediu que os aviões da base levantassem voo para bombardear a cidade de Porto Alegre e o Palácio Piratini, de onde o Governador Leonel Brizola comandava a resistência legalista.
A superveniência, três anos depois, do golpe de 1964, impropriamente chamado de revolução, deflagrado em 31 de março, rompendo a ordem constitucional e democrática, com o apoio da frota naval norte-americana liderada pelo porta-aviões USS Forrestal (Operação Brother Sam), resultou em repúdio de vários segmentos das Forças Armadas, dentre estes, dos militares da 5ª Zona Aérea e seu comandante, o Tenente-Coronel Monteiro, militar disciplinado e fiel aos princípios legalistas contidos na Constituição Federal.

### Execução
Algumas fontes contradizem-se ao descrever o exato local da morte do Tenente-Coronel Alfeu de Alcântara Monteiro, se ela teria ocorrido na própria base aérea ou no hospital, algumas horas depois de receber feridas mortais. Porém, ao que tudo indica, em 4 de Abril de 1964, no quarto dia do golpe que deu fim ao governo do então Presidente da República João Goulart, na Base Aérea de Canoas, o Tenente-Coronel foi convocado a comparecer ao gabinete do comandante interventor do Quartel-General da 5ª Zona Aérea em Canoas, o Major-Brigadeiro Nélson Freire Lavanère-Wanderley, que havia assumido o posto naquele dia, ordenando a prisão de vários militares legalistas. O Major-Brigadeiro estava acompanhado do Tenente-Coronel Roberto Hipólito da Costa (sobrinho do general e futuro ditador Castello Branco), que ficou conhecido por seu papel nos planos terroristas da Operação Mosquito, que tinha por objetivo abater o avião da FAB chamado Viscount, que transportava o Presidente da República João Goulart.
Sendo um dos primeiros oficiais legalistas a se levantar em defesa da democracia, Monteiro foi assassinado a tiros sob o comando do então Major-Brigadeiro Nélson Freire Lavanère-Wanderley, cujos disparos foram executados pelo Tenente-Coronel Roberto Hipólito da Costa. A dupla de oficiais executou o Tenente-Coronel Monteiro por conta de suas exortações em prol do respeito à Constituição vigente, restando-lhe tempo apenas de pegar em seu revólver de pequeno calibre (cal. 32) ao ser vítima de disparos de metralhadora. Alegando que haviam agido em legítima defesa, os dois oficiais foram absolvidos em um inquérito realizado subsequentemente pela Justiça Militar da época. Contudo, em 2019 o Poder Judiciário brasileiro, a pedido do Ministério Público Federal, determinou a correção dos documentos oficiais a este respeito, a fim de informar que o Tenente-Coronel Monteiro foi executado.
De acordo com evidências coletadas pelo Dossiê dos Mortos e Desaparecidos Políticos do Comitê Brasileiro pela Anistia (Seção Rio Grande do Sul), o Tenente-Coronel foi assassinado por uma rajada de metralhadora pelas costas. O relatório de sua autópsia atesta que foram encontrados 16 projéteis em seu corpo, e que, dada a posição oblíqua dos projéteis encontrados no cadáver, os disparos foram efetuados por um agente que estava fora do campo de visão do militar. Na certidão de óbito, o local da morte foi registrado como sendo o Hospital de Pronto Socorro de Porto Alegre, e a causa mortis foi descrita como “hemorragia interna consecutiva” aos “ferimentos de vísceras abdominais”. Segundo a referida documentação, a morte do Tenente-Coronel Monteiro foi registrada oito horas depois, nas dependências daquele hospital.

### Legado
A Comissão Especial criada pela Lei nº 9.140, de 4 de dezembro de 1995, reconhecendo a responsabilidade subsidiária da União pelo ato criminoso que vitimou o militar, concedeu aos seus familiares a indenização simbólica de cem mil reais. Em homenagem à luta que empreendeu pela democracia no Brasil, a municipalidade da cidade de São Paulo concedeu o seu nome a uma rua do bairro de Jaçanã/Tremembé: - Rua Alfeu de Alcântara Monteiro.
Ainda em homenagem aos atos de patriotismo e defesa da democracia, a Câmara Municipal de Canoas/RS aprovou, na sessão de 18 de junho de 2015, o projeto de lei que dá a denominação de “Praça Coronel Aviador Alfeu de Alcântara Monteiro” ao logradouro público localizado na Avenida Getúlio Vargas, no bairro Niterói, como uma homenagem ao homem considerado o primeiro mártir da ditadura no Rio Grande do Sul, morto em 4 de abril de 1964, na 5ª Zona Aérea de Canoas, atual V Comar.
Mais de cinquenta anos depois, a morte de Alfeu de Alcântara Monteiro é reconhecida como tendo ocorrido por motivações político-ideológicas decorrentes do regime militar brasileiro. A sentença do juiz da 2ª Vara Federal de Canoas, Fabio Hassen Ismael, foi publicada em dezembro de 2017 no site da Justiça Federal, Seção Judiciária do Rio Grande do Sul. Referido juízo julgou parcialmente procedente ação civil pública ajuizada pelo Ministério Público Federal contra a União para "A) declarar a morte do Tenente-Coronel Alfeu de Alcântara Monteiro como decorrência de disparos efetuados pelo Tenente-Coronel Roberto Hipólito da Costa, sob o comando do Major-Brigadeiro Nélson Freire Lavanère-Wanderley, ocorrido no Quartel General da 5ª Zona Aérea de Canoas/RS (atualmente 5º COMAR), no dia 04/04/1964, próximo das 21 horas, por motivações político-ideológicas decorrentes do regime militar instaurado; b) determinar à União que proceda à exclusão e à retificação de dados constantes dos registros militares e da Rede de Integração Nacional de Informações de Segurança Pública, Justiça e Fiscalização (Rede Infoseg) relativos ao Tenente-Coronel Alfeu de Alcântara Monteiro que envolvam atos de perseguição política e de condenação na Justiça Militar ocorridos no período de 1946 a 1988, sobretudo decorrentes das ações executadas em 04 de abril do ano de 1964 na 5ª Zona Aérea de Canoas/RS, com exclusão dos registros de legítima defesa; c) determinar a retificação da causa da morte constante da certidão de óbito de Alfeu de Alcântara Monteiro, nos termos expostos na fundamentação." A sentença transitou em julgado, sem recurso da União, em março de 2018.